# 브라이텐바흐 (졸로투른주)

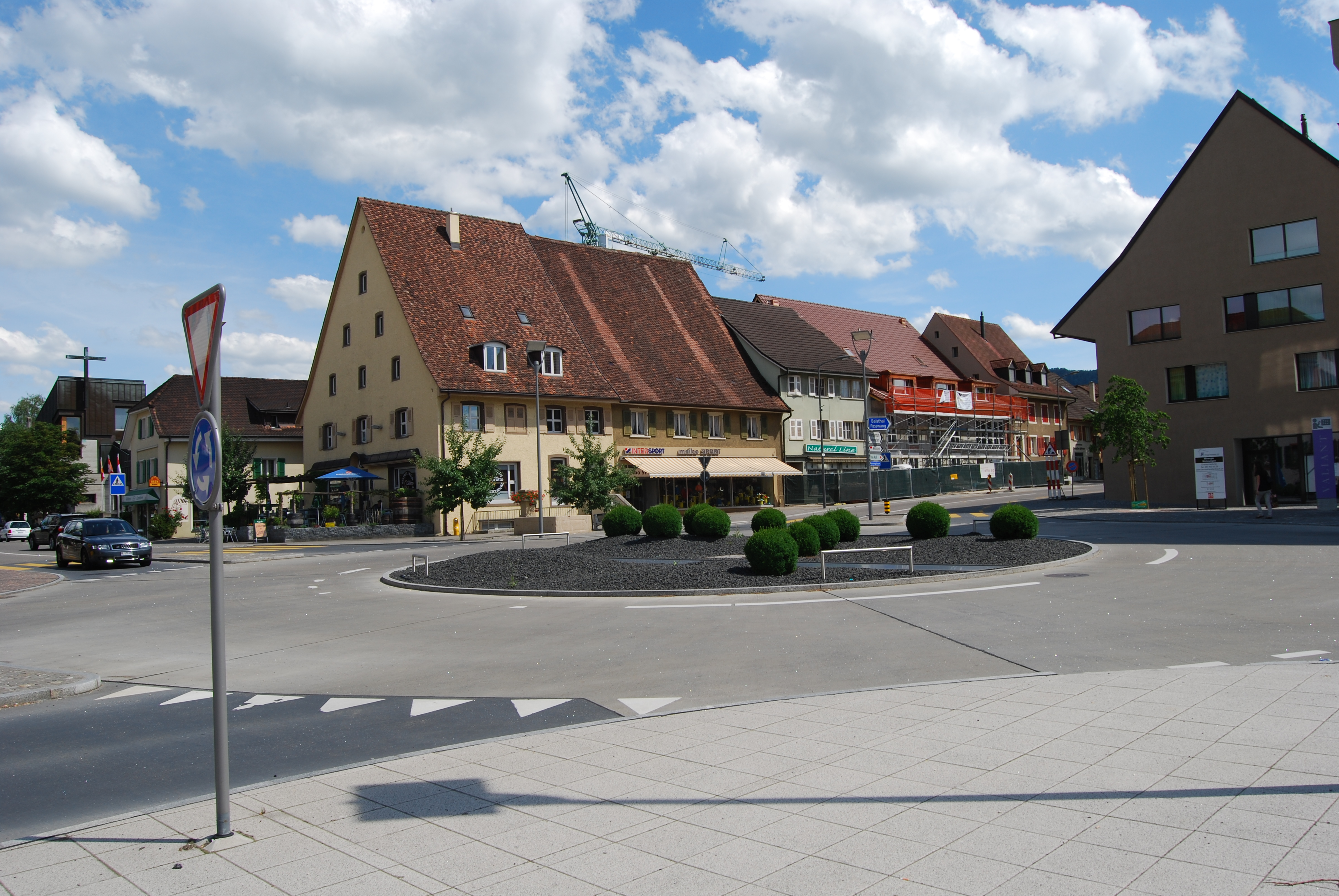
브라이텐바흐

브라이텐바흐(독일어: Breitenbach)는 스위스 졸로투른주에 위치한 도시로 면적은 6.8km2, 높이는 392m, 인구는 3,849명(2016년 12월 기준), 인구 밀도는 570명/km2이다.

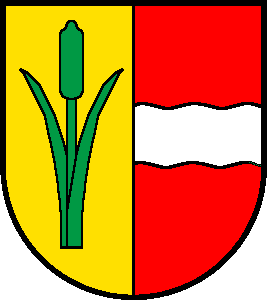
시 문장